# Special Olympics Mauretanien
Special Olympics Mauretanien (englisch: Special Olympics Mauritania) ist der mauretanische Verband von Special Olympics International, der weltweit größten Sportbewegung für Menschen mit geistiger Beeinträchtigung und Mehrfachbeeinträchtigung. Ziel ist die sportliche Förderung dieser Personengruppe und die Sensibilisierung der Gesellschaft für sie. Außerdem betreut der Verband die mauretanischen Athletinnen und Athleten bei den Special Olympics Wettbewerben.

## Geschichte
Special Olympics Mauretanien wurde 1997 mit Sitz in Nouakchott gegründet.

## Aktivitäten
2016 waren 3.910 Athletinnen, Athleten und Unified Partner sowie 66 Trainer bei Special Olympics Mauretanien registriert.
Der Verband nahm 2019 an am Programm Athlete Leadership teil, das von Special Olympics International ins Leben gerufen worden war.

### Sportarten
Folgende Sportarten wurden 2019 vom Verband angeboten:
- Fußball (Special Olympics)
- Handball (Special Olympics)
- Leichtathletik (Special Olympics)
- Schneeschuhlaufen (Special Olympics)

### Teilnahme an Weltspielen vor 2020
- 1999 Special Olympics World Summer Games, North Carolina, USA (4 Athletinnen und Athleten)
- 2001 Special Olympics World Winter Games, Alaska, USA (2 Athletinnen und Athleten)
- 2019 Special Olympics, World Summer Games, Abu Dhabi Erstmals entsandte Mauretanien eine Special Olympics Athletin ins Ausland, die Tennisspielerin Khadija Zen Al Abdeen.[2]

### Teilnahme an den Special Olympics World Summer Games 2023 in Berlin
Special Olympics Mauretanien nahm an den Special Olympics World Summer Games 2023 teil. Die 11-köpfige Delegation wurde vor den Spielen im Rahmen des Host Town Program von Heiligenhaus betreut.

### Teilnahme an Weltspielen nach 2023
- 2025 Special Olympics World Winter Games, Turin, Italien (1 Athlet)[5]